# مستر المپیا
مِستِر المپیا (به انگلیسی: Mr. Olympia) نام مجموعه‌ای از مسابقات حرفه‌ای بدنسازی است که هر ساله توسط IFBB Pro League برگزار می‌شود. این مسابقات یکی از معتبرترین و برجسته‌ترین رویدادهای بدنسازی در جهان محسوب می‌شود و بهترین بدنسازان حرفه‌ای از سراسر جهان در آن شرکت می‌کنند. لقب "مستر المپیا" به قهرمان دستهٔ اوپن بادی بیلدینگ اختصاص دارد، اما این رویداد شامل دسته‌ها و رقابت‌های متنوع دیگری نیز می‌باشد.

## تاریخچه
اولین دوره مسابقات مستر المپیا در سال ۱۹۶۵ به ابتکار جو ویدر (به انگلیسی: Joe Weider)، بنیانگذار IFBB، برگزار شد. هدف این مسابقات ایجاد بستری برای رقابت بهترین بدنسازان حرفه‌ای جهان بود. اولین قهرمان این رویداد، لری اسکات (به انگلیسی: Larry Scott) بود که توانست عنوان مستر المپیا را در سال‌های ۱۹۶۵ و ۱۹۶۶ به دست آورد.
مسابقات مستر المپیا در حال حاضر مهم‌ترین و معتبرترین مسابقات در رشتۀ بدن‌سازی است که هر ساله با جمعی از بهترین و حرفه‌ای‌ترین ورزشکاران این رشته برگزار می‌شود. اولین سری این مسابقات در نیویورک برگزار شد. در این سال به قهرمان مسابقات جایزه‌ای تعلق نگرفت، در حالی که هم‌اکنون مجموع جوایز اهدا شده به شرکت کنندگان به بیش از یک میلیون دلار می‌رسد.
در طول سال‌ها، مستر المپیا شاهد ظهور قهرمانان برجسته‌ای مانند آرنولد شوارتزنگر، لی هنی، رونی کلمن، و فیلیپ هیث بوده است.

## دسته‌های مسابقات
مسابقات مستر المپیا شامل چندین دسته مختلف است که هر کدام نمایانگر سبک و معیارهای خاصی از بدنسازی هستند:
- اوپن بادی بیلدینگ (به انگلیسی: Open Bodybuilding): این دسته محبوب‌ترین بخش مسابقات است و قهرمان آن لقب "مستر المپیا" را کسب می‌کند. در این دسته هیچ محدودیتی برای وزن وجود ندارد و شرکت‌کنندگان باید از لحاظ حجم، تقارن و تعریف عضلات در بهترین حالت خود باشند.
- 212 بادی بیلدینگ (به انگلیسی: 212 Bodybuilding): این دسته برای بدنسازانی است که وزن آن‌ها حداکثر ۲۱۲ پوند (۹۶ کیلوگرم) است. معیارهای قضاوت مشابه دسته اوپن است، اما تمرکز بیشتری بر تناسب و تقارن دارد.
- کلاسیک فیزیک (به انگلیسی: Classic Physique): این دسته ترکیبی از زیبایی‌شناسی کلاسیک و توسعه عضلانی است. شرکت‌کنندگان باید از محدودیت‌های وزنی خاصی پیروی کنند و ظاهر آن‌ها باید یادآور دوران طلایی بدنسازی باشد.
- منز فیزیک (به انگلیسی: Men’s Physique): در این دسته، تمرکز بر تناسب اندام کلی و زیبایی‌شناسی طبیعی است. شرکت‌کنندگان معمولاً با شلوارک ورزشی به رقابت می‌پردازند و حجم عضلانی کمتری نسبت به دیگر دسته‌ها دارند.
- بیکینی (به انگلیسی: Bikini): این دسته مخصوص بانوان است و تمرکز آن بر تعادل، زیبایی‌شناسی و فرم کلی بدن است.
- فیتنس (به انگلیسی: Fitness): این دسته شامل ترکیبی از زیبایی‌شناسی بدنی و اجرای حرکات نمایشی است. شرکت‌کنندگان باید توانایی‌های ورزشی خود را نیز به نمایش بگذارند.
- فیزیک بانوان (به انگلیسی: Women’s Physique): این دسته ترکیبی از قدرت و زیبایی عضلانی بانوان را به نمایش می‌گذارد.
- بادی بیلدینگ بانوان (به انگلیسی: Women’s Bodybuilding): این دسته برای بانوانی است که به سطح بالایی از حجم و تعریف عضلات دست یافته‌اند.
- ویلچر بادی بیلدینگ (به انگلیسی: Wheelchair Bodybuilding): این دسته برای ورزشکاران معلولی است که در زمینه بدنسازی فعالیت می‌کنند.

## راهیابی به مسابقات
برای شرکت در مستر المپیا، بدنسازان باید شرایط خاصی را برآورده کنند. راهیابی معمولاً از طریق کسب امتیازات لازم در مسابقات حرفه‌ای IFBB Pro League یا کسب مقام قهرمانی در یکی از رویدادهای معتبر انجام می‌شود.
- کسب مقام اول در مسابقات حرفه‌ای: قهرمانان مسابقات حرفه‌ای IFBB Pro League به طور مستقیم به مستر المپیا راه می‌یابند.
- رتبه‌بندی امتیازی: ورزشکارانی که نتوانند در مسابقات حرفه‌ای مقام اول را کسب کنند، می‌توانند از طریق سیستم امتیازدهی IFBB Pro League راهی مستر المپیا شوند. این امتیازات بر اساس عملکرد در مسابقات مختلف جمع‌آوری می‌شود.
- دعوت ویژه: در برخی موارد خاص، ورزشکاران برجسته ممکن است دعوت‌نامه ویژه برای شرکت در مستر المپیا دریافت کنند. این دعوت‌نامه معمولاً برای قهرمانان سابق یا ورزشکاران برجسته‌ای که به دلایلی در سیستم امتیازی شرکت نکرده‌اند، صادر می‌شود.

## ایرانی‌های مستر المپیا
بیت‌الله عباس‌پور برای اولین بار از ایران در سال ۲۰۱۲ وارد مسابقات مستر المپیا شد که مقام هفدهم را به‌دست‌آورد. او در سال ۲۰۱۳ نیز در این مسابقات شرکت کرد و دوباره به مقام هفدهم رسید. همچنین در سال ۲۰۱۴ وی در مسابقه رده ۲۱۲ پوندی‌ها شرکت کرد و مقام پنجم را به‌دست‌آورد.
سپس هادی چوپان در این مسابقات شرکت کرد که ابتدا مقام سوم در سال ۲۰۱۹ را کسب کرد و بعد از آن در سال ۲۰۲۰ مقام چهارم را به‌دست‌آورد. سپس در سال ۲۰۲۱ به مقام سوم دست یافت و در چهارمین تلاش خود در مستر المپیا ۲۰۲۲ با موفقیت به مقام قهرمانی رسید.
هادی چوپان در پنجمین سال حضور خود در مسابقات مستر المپیا ۲۰۲۳  در رقابتی بسیار نزدیک با حریفش درک لانسفورد به مقام دوم بسنده کرد.
وحید بادپی سومین ایرانی بود که به این مسابقات راه پیدا کرد و در دسته فیزیک کلاسیک در سال 2023 به مقام نهمی رسید. 
بهروز تابانی بارها موفق به کسب جواز مسابقات شد اما به دلیل مشکلات ویزا نتوانست در این مسابقات حضور پیدا کند.

## قهرمان‌ها
در طول سال‌ها، مسابقات مستر المپیا شاهد حضور قهرمانان برجسته‌ای بوده است:
آرنولد شوارتزنگر: قهرمان هفت دوره مسابقات بین سال‌های ۱۹۷۰ تا ۱۹۷۵ و ۱۹۸۰ 
لی هنی: رکورددار قهرمانی با هشت عنوان پیاپی بین سال‌های ۱۹۸۴ تا ۱۹۹۱
رونی کلمن: قهرمان هشت دوره متوالی بین سال‌های ۱۹۹۸ تا ۲۰۰۵
| سال  | جایزه نقدی | برنده            | سنگین‌وزن                 | سبک‌وزن                 | مکان برگزاری                                 |
| ---- | ---------- | ---------------- | ------------------------ | ---------------------- | -------------------------------------------- |
| ۱۹۶۵ | $۱٬۰۰۰     | لری اسکات        | رده سنگین‌وزن برگزار نشد. | رده سبک‌وزن برگزار نشد. | نیویورک، ایالات متحده آمریکا                 |
| ۱۹۶۶ | $۱٬۰۰۰     | لری اسکات        | رده سنگین‌وزن برگزار نشد. | رده سبک‌وزن برگزار نشد. | نیویورک، ایالات متحده آمریکا                 |
| ۱۹۶۷ | $۱٬۰۰۰     | سرجیو اولیوا     | رده سنگین‌وزن برگزار نشد. | رده سبک‌وزن برگزار نشد. | نیویورک، ایالات متحده آمریکا                 |
| ۱۹۶۸ | $۱٬۰۰۰     | سرجیو اولیوا     | رده سنگین‌وزن برگزار نشد. | رده سبک‌وزن برگزار نشد. | نیویورک، ایالات متحده آمریکا                 |
| ۱۹۶۹ | $۱٬۰۰۰     | سرجیو اولیوا     | رده سنگین‌وزن برگزار نشد. | رده سبک‌وزن برگزار نشد. | نیویورک، ایالات متحده آمریکا                 |
| ۱۹۷۰ | $۱٬۰۰۰     | آرنولد شوارتزنگر | رده سنگین‌وزن برگزار نشد. | رده سبک‌وزن برگزار نشد. | نیویورک، ایالات متحده آمریکا                 |
| ۱۹۷۱ | $۱٬۰۰۰     | آرنولد شوارتزنگر | رده سنگین‌وزن برگزار نشد. | رده سبک‌وزن برگزار نشد. | پاریس، فرانسه                                |
| ۱۹۷۲ | $۱٬۰۰۰     | آرنولد شوارتزنگر | رده سنگین‌وزن برگزار نشد. | رده سبک‌وزن برگزار نشد. | اسن، آلمان غربی                              |
| ۱۹۷۳ | $۱٬۰۰۰     | آرنولد شوارتزنگر | رده سنگین‌وزن برگزار نشد. | رده سبک‌وزن برگزار نشد. | نیویورک، ایالات متحده آمریکا                 |
| ۱۹۷۴ | $۱٬۰۰۰     | آرنولد شوارتزنگر | آرنولد شوارتزنگر         | فرانکو کولومبو         | نیویورک، ایالات متحده آمریکا                 |
| ۱۹۷۵ | $۲٬۵۰۰     | آرنولد شوارتزنگر | آرنولد شوارتزنگر         | فرانکو کولومبو         | اتحادیه آفریقای جنوبی پرتوریا، آفریقای جنوبی |
| ۱۹۷۶ | $۵٬۰۰۰     | فرانکو کولومبو   | کن والر                  | فرانکو کولومبو         | کلمبوس، اوهایو، ایالات متحده آمریکا          |
| ۱۹۷۷ | $۵٬۰۰۰     | فرانک زین        | رابی رابینسون            | فرانک زین              | کلمبوس، اوهایو، ایالات متحده آمریکا          |
| ۱۹۷۸ | $۱۵٬۰۰۰    | فرانک زین        | رابی رابینسون            | فرانک زین              | کلمبوس، اوهایو، ایالات متحده آمریکا          |
| ۱۹۷۹ | $۲۵٬۰۰۰    | فرانک زین        | مایک منتزر               | فرانک زین              | کلمبوس، اوهایو، ایالات متحده آمریکا          |
| ۱۹۸۰ | $۲۵٬۰۰۰    | آرنولد شوارتزنگر | رده سنگین‌وزن برگزار نشد. | رده سبک‌وزن برگزار نشد. | سیدنی، استرالیا                              |
| ۱۹۸۱ | $۲۵٬۰۰۰    | فرانکو کولومبو   | رده سنگین‌وزن برگزار نشد. | رده سبک‌وزن برگزار نشد. | کلمبوس، اوهایو، ایالات متحده آمریکا          |
| ۱۹۸۲ | $۲۵٬۰۰۰    | کریس دیکرسون     | رده سنگین‌وزن برگزار نشد. | رده سبک‌وزن برگزار نشد. | لندن، بریتانیا                               |
| ۱۹۸۳ | $۲۵٬۰۰۰    | سمیر بنوت        | رده سنگین‌وزن برگزار نشد. | رده سبک‌وزن برگزار نشد. | مونیخ، آلمان غربی                            |
| ۱۹۸۴ | $۵۰٬۰۰۰    | لی هینی          | رده سنگین‌وزن برگزار نشد. | رده سبک‌وزن برگزار نشد. | نیویورک، ایالات متحده آمریکا                 |
| ۱۹۸۵ | $۵۰٬۰۰۰    | لی هینی          | رده سنگین‌وزن برگزار نشد. | رده سبک‌وزن برگزار نشد. | بروکسل، بلژیک                                |
| ۱۹۸۶ | $۵۵٬۰۰۰    | لی هینی          | رده سنگین‌وزن برگزار نشد. | رده سبک‌وزن برگزار نشد. | کلمبوس، اوهایو، ایالات متحده آمریکا          |
| ۱۹۸۷ | $۵۵٬۰۰۰    | لی هینی          | رده سنگین‌وزن برگزار نشد. | رده سبک‌وزن برگزار نشد. | یوتبری، سوئد                                 |
| ۱۹۸۸ | نامعلوم    | لی هینی          | رده سنگین‌وزن برگزار نشد. | رده سبک‌وزن برگزار نشد. | لس آنجلس، ایالات متحده آمریکا                |
| ۱۹۸۹ | نامعلوم    | لی هینی          | رده سنگین‌وزن برگزار نشد. | رده سبک‌وزن برگزار نشد. | ریمینی، ایتالیا                              |
| ۱۹۹۰ | $۱۰۰٬۰۰۰   | لی هینی          | رده سنگین‌وزن برگزار نشد. | رده سبک‌وزن برگزار نشد. | شیکاگو، ایالات متحده آمریکا                  |
| ۱۹۹۱ | $۱۰۰٬۰۰۰   | لی هینی          | رده سنگین‌وزن برگزار نشد. | رده سبک‌وزن برگزار نشد. | اورلندو، فلوریدا، ایالات متحده آمریکا        |
| ۱۹۹۲ | $۱۰۰٬۰۰۰   | دوریان یتس       | رده سنگین‌وزن برگزار نشد. | رده سبک‌وزن برگزار نشد. | هلسینکی، فنلاند                              |
| ۱۹۹۳ | $۱۰۰٬۰۰۰   | دوریان یتس       | رده سنگین‌وزن برگزار نشد. | رده سبک‌وزن برگزار نشد. | آتلانتا، ایالات متحده آمریکا                 |
| ۱۹۹۴ | $۱۰۰٬۰۰۰   | دوریان یتس       | رده سنگین‌وزن برگزار نشد. | رده سبک‌وزن برگزار نشد. | آتلانتا، ایالات متحده آمریکا                 |
| ۱۹۹۵ | $۱۱۰٬۰۰۰   | دوریان یتس       | رده سنگین‌وزن برگزار نشد. | رده سبک‌وزن برگزار نشد. | آتلانتا، ایالات متحده آمریکا                 |
| ۱۹۹۶ | $۱۱۰٬۰۰۰   | دوریان یتس       | رده سنگین‌وزن برگزار نشد. | رده سبک‌وزن برگزار نشد. | شیکاگو، ایلینوی، ایالات متحده آمریکا         |
| ۱۹۹۷ | $۱۱۰٬۰۰۰   | دوریان یتس       | رده سنگین‌وزن برگزار نشد. | رده سبک‌وزن برگزار نشد. | لس آنجلس، ایالات متحده آمریکا                |
| ۱۹۹۸ | $۱۱۰٬۰۰۰   | رانی کالمن       | رده سنگین‌وزن برگزار نشد. | رده سبک‌وزن برگزار نشد. | نیویورک، ایالات متحده آمریکا                 |
| ۱۹۹۹ | $۱۱۰٬۰۰۰   | رانی کالمن       | رده سنگین‌وزن برگزار نشد. | رده سبک‌وزن برگزار نشد. | لاس وگاس، ایالات متحده آمریکا                |
| ۲۰۰۰ | $۱۱۰٬۰۰۰   | رانی کالمن       | رده سنگین‌وزن برگزار نشد. | رده سبک‌وزن برگزار نشد. | لاس وگاس، ایالات متحده آمریکا                |
| ۲۰۰۱ | $۱۱۰٬۰۰۰   | رانی کالمن       | رده سنگین‌وزن برگزار نشد. | رده سبک‌وزن برگزار نشد. | لاس وگاس، ایالات متحده آمریکا                |
| ۲۰۰۲ | $۱۱۰٬۰۰۰   | رانی کالمن       | رده سنگین‌وزن برگزار نشد. | رده سبک‌وزن برگزار نشد. | لاس وگاس، ایالات متحده آمریکا                |
| ۲۰۰۳ | $۱۱۰٬۰۰۰   | رانی کالمن       | رده سنگین‌وزن برگزار نشد. | رده سبک‌وزن برگزار نشد. | لاس وگاس، ایالات متحده آمریکا                |
| ۲۰۰۴ | $۱۲۰٬۰۰۰   | رانی کالمن       | رده سنگین‌وزن برگزار نشد. | رده سبک‌وزن برگزار نشد. | لاس وگاس، ایالات متحده آمریکا                |
| ۲۰۰۵ | $۱۵۰٬۰۰۰   | رانی کالمن       | رده سنگین‌وزن برگزار نشد. | رده سبک‌وزن برگزار نشد. | لاس وگاس، ایالات متحده آمریکا                |
| ۲۰۰۶ | $۱۵۵٬۰۰۰   | جی کاتلر         | رده سنگین‌وزن برگزار نشد. | رده سبک‌وزن برگزار نشد. | لاس وگاس، ایالات متحده آمریکا                |
| ۲۰۰۷ | $۱۵۵٬۰۰۰   | جی کاتلر         | رده سنگین‌وزن برگزار نشد. | رده سبک‌وزن برگزار نشد. | لاس وگاس، ایالات متحده آمریکا                |
| ۲۰۰۸ | $۱۵۵٬۰۰۰   | دکستر جکسون      | رده سنگین‌وزن برگزار نشد. | رده سبک‌وزن برگزار نشد. | لاس وگاس، ایالات متحده آمریکا                |
| ۲۰۰۹ | $۲۰۰٬۰۰۰   | جی کاتلر         | رده سنگین‌وزن برگزار نشد. | رده سبک‌وزن برگزار نشد. | لاس وگاس، ایالات متحده آمریکا                |
| ۲۰۱۰ | $۲۰۰٬۰۰۰   | جی کاتلر         | رده سنگین‌وزن برگزار نشد. | رده سبک‌وزن برگزار نشد. | لاس وگاس، ایالات متحده آمریکا                |
| ۲۰۱۱ | $۲۰۰٬۰۰۰   | فیل هیث          | رده سنگین‌وزن برگزار نشد. | رده سبک‌وزن برگزار نشد. | لاس وگاس، ایالات متحده آمریکا                |
| ۲۰۱۲ | $۲۵۰٬۰۰۰   | فیل هیث          | رده سنگین‌وزن برگزار نشد. | رده سبک‌وزن برگزار نشد. | لاس وگاس، ایالات متحده آمریکا                |
| ۲۰۱۳ | $۲۵۰٬۰۰۰   | فیل هیث          | رده سنگین‌وزن برگزار نشد. | رده سبک‌وزن برگزار نشد. | لاس وگاس، ایالات متحده آمریکا                |
| ۲۰۱۴ | $۲۷۵٬۰۰۰   | فیل هیث          | رده سنگین‌وزن برگزار نشد. | رده سبک‌وزن برگزار نشد. | لاس وگاس، ایالات متحده آمریکا                |
| ۲۰۱۵ | $۴۰۰٬۰۰۰   | فیل هیث          | رده سنگین‌وزن برگزار نشد. | رده سبک‌وزن برگزار نشد. | لاس وگاس، ایالات متحده آمریکا                |
| ۲۰۱۶ | $۴۰۰٬۰۰۰   | فیل هیث          | رده سنگین‌وزن برگزار نشد. | رده سبک‌وزن برگزار نشد. | لاس وگاس، ایالات متحده آمریکا                |
| ۲۰۱۷ | $۴۰۰٬۰۰۰   | فیل هیث          |                          |                        | لاس وگاس، ایالات متحده آمریکا                |
| ۲۰۱۸ | $۴۰۰٬۰۰۰   | شاون رودن        |                          |                        | لاس وگاس، ایالات متحده آمریکا                |
| ۲۰۱۹ | $۴۰۰٬۰۰۰   | برندون کوری      |                          |                        | لاس وگاس، ایالات متحده آمریکا                |
| ۲۰۲۰ | $۴۰۰٬۰۰۰   | ممدوح السبیعی    |                          |                        | لاس وگاس، ایالات متحده آمریکا                |
| ۲۰۲۱ | $۴۰۰٬۰۰۰   | ممدوح السبیعی    |                          |                        | لاس وگاس، ایالات متحده آمریکا                |
| ۲۰۲۲ | $۴۰۰٬۰۰۰   | هادی چوپان       |                          |                        | لاس وگاس، ایالات متحده آمریکا                |
| ۲۰۲۳ | $۴۰۰٬۰۰۰   | درک لانسفورد     |                          |                        |                                              |
| ۲۰۲۴ | $۶۰۰٬۰۰۰   | سامسون داودا     |                          |                        |                                              |

| رده‌بندی | قهرمان مستر المپیا | سال(ها)                                                                          | شمار قهرمانی‌ها | شمار قهرمانی‌ها | شمار قهرمانی‌ها |
| رده‌بندی | قهرمان مستر المپیا | سال(ها)                                                                          | اورال          | سنگین‌وزن       | سبک‌وزن         |
| ------- | ------------------ | -------------------------------------------------------------------------------- | -------------- | -------------- | -------------- |
| اول     | لی هینی            | ۱۹۸۴, ۱۹۸۵, ۱۹۸۶, ۱۹۸۷, ۱۹۸۸, ۱۹۸۹, ۱۹۹۰, و ۱۹۹۱                                 | ۸              | ۰              | ۰              |
| دوم     | رانی کالمن         | ۱۹۹۸, ۱۹۹۹, ۲۰۰۰, ۲۰۰۱, ۲۰۰۲, ۲۰۰۳, ۲۰۰۴, و ۲۰۰۵                                 | ۸              | ۰              | ۰              |
| سوم     | آرنولد شوارتزنگر   | ۱۹۷۰, ۱۹۷۱, ۱۹۷۲, ۱۹۷۳, ۱۹۷۴ (اورال و سنگین‌وزن), ۱۹۷۵ (اورال و سنگین‌وزن), و ۱۹۸۰ | ۷              | ۲              | ۰              |
| چهارم   | فیل هیث            | ۲۰۱۱, ۲۰۱۲, ۲۰۱۳, ۲۰۱۴ , ۲۰۱۵ , ۲۰۱۶ , ۲۰۱۷                                      | ۷              | ۰              | ۰              |
| پنجم    | دوریان یتس         | ۱۹۹۲, ۱۹۹۳, ۱۹۹۴, ۱۹۹۵, ۱۹۹۶, و ۱۹۹۷                                             | ۶              | ۰              | ۰              |
| ششم     | جی کاتلر           | ۲۰۰۶, ۲۰۰۷, ۲۰۰۹, و ۲۰۱۰                                                         | ۴              | ۰              | ۰              |
| هفتم    | فرانک زین          | ۱۹۷۷ (اورال و سبک‌وزن), ۱۹۷۸ (اورال و سبک‌وزن), ۱۹۷۹ (اورال و سبک‌وزن)              | ۳              | ۰              | ۳              |
| هشتم    | سرجیو اولیوا       | ۱۹۶۷, ۱۹۶۸, و ۱۹۶۹                                                               | ۳              | ۰              | ۰              |
| نهم     | فرانکو کولومبو     | ۱۹۷۴ (سبک‌وزن), ۱۹۷۵ (سبک‌وزن), ۱۹۷۶ (اورال و سبک‌وزن), و ۱۹۸۱                      | ۲              | ۰              | ۳              |
| دهم     | لری اسکات (بدن‌ساز) | ۱۹۶۵ و ۱۹۶۶                                                                      | ۲              | ۰              | ۰              |
| یازدهم  | کریس دیکرسون       | ۱۹۸۲                                                                             | ۱              | ۰              | ۰              |
| یازدهم  | سمیر بنوت          | ۱۹۸۳                                                                             | ۱              | ۰              | ۰              |
| یازدهم  | دکستر جکسون        | ۲۰۰۸                                                                             | ۱              | ۰              | ۰              |
| یازدهم  | براندون کوری       | ۲۰۱۹                                                                             | ۱              | ۰              | ۰              |
| یازدهم  | هادی چوپان         | ۲۰۲۲                                                                             | ۱              | ۰              | ۰              |
| شانزدهم | رابی رابینسون      | ۱۹۷۷ (سنگین‌وزن) و ۱۹۷۸ (سنگین‌وزن)                                                | ۰              | ۲              | ۰              |
| هفدهم   | کن والر            | ۱۹۷۶ (سنگین‌وزن)                                                                  | ۰              | ۱              | ۰              |
| هفدهم   | مایک منتزر         | ۱۹۷۹ (سنگین‌وزن)                                                                  | ۰              | ۱              | ۰              |

رانی کلمن از تاریخ ۱۹۹۸–۲۰۰۵ قهرمان پرورش اندام جهان که در مسابقات مستر المپیا مقام اول را با خود یدک می‌کشید برای نهمین قهرمانی‌اش تلاش می‌کرد تا فاتح کل دوران مستر المپیا شود که در سال ۲۰۰۶ مغلوب جی کاتلر شد و موفق نشد که قهرمانی‌های خود را به عدد نه برساند و بالاتر از لی هینی قرار بگیرد. در سال ۲۰۲۰ نیز بعد از دو سال غیبت فیل هیث که هفت دوره قهرمانی این مسابقات را به‌دست آورده بود برای شکستن این رکورد وارد این مسابقات شد که مغلوب بیگ رامی، قهرمان جدید این رشته شد.

## مدال‌ها
| رتبه            | کشور                      | طلا | نقره | برنز | مجموع |
| --------------- | ------------------------- | --- | ---- | ---- | ----- |
| ۱               | ایالات متحده آمریکا (USA) | ۳۷  | ۴۱   | ۳۹   | ۱۱۷   |
| ۲               | اتریش (AUT)               | ۷   | ۱    | ۰    | ۸     |
| ۳               | بریتانیای کبیر (GBR)      | ۶   | ۱    | ۰    | ۷     |
| ۴               | کوبا (CUB)                | ۳   | ۱    | ۰    | ۴     |
| ۵               | ایتالیا (ITA)             | ۲   | ۳    | ۰    | ۵     |
| ۵               | مصر (EGY)                 | ۲   | ۳    | ۰    | ۵     |
| ۷               | ایران (IRI)               | ۱   | ۲    | ۲    | ۵     |
| ۸               | جامائیکا (JAM)            | ۱   | ۱    | ۳    | ۵     |
| ۹               | لبنان (LBN)               | ۱   | ۰    | ۰    | ۱     |
| ۱۰              | باربادوس (BAR)            | ۰   | ۱    | ۲    | ۳     |
| ۱۰              | صربستان (SRB)             | ۰   | ۱    | ۲    | ۳     |
| ۱۰              | هلند (NED)                | ۰   | ۱    | ۲    | ۳     |
| ۱۳              | دومینیکن (DOM)            | ۰   | ۱    | ۱    | ۲     |
| ۱۴              | فرانسه (FRA)              | ۰   | ۰    | ۳    | ۳     |
| ۱۵              | آلمان (GER)               | ۰   | ۰    | ۲    | ۲     |
| ۱۵              | ونزوئلا (VEN)             | ۰   | ۰    | ۲    | ۲     |
| ۱۷              | کوراسائو (CUR)            | ۰   | ۰    | ۱    | ۱     |
| مجموع (۱۷ کشور) | مجموع (۱۷ کشور)           | ۶۰  | ۵۷   | ۵۹   | ۱۷۶   |

## نحوه قضاوت در مستر المپیا
قضاوت در مسابقات مستر المپیا بر اساس معیارهای زیر انجام می‌شود:
- حجم عضلانی: میزان توسعه عضلات
- تناسب و تقارن: تعادل و هماهنگی بین بخش‌های مختلف بدن
- تعریف عضلات: وضوح و تفکیک عضلات
- ارائه: نحوه نمایش بدن در حین اجرای فیگورهای الزامی

## لینک به بیرون
1. وبگاه رسمی مسترالمپیا
2. وبگاه رسمی IFBB Pro
3. Meg Matthias (May 4, 2025). "Mr. Olympia". Britannica (به انگلیسی). Retrieved June 4, 2025.
4. کتاب رکورد مستر المپیا